# Броненосцы типа «Руджеро ди Лаурия»
Броненосцы типа «Руджеро ди Лаурия» (итал. Classe Ruggiero di Lauria) — серия из трех больших броненосцев, построенная для итальянского флота в 1881—1891 годах. Являлись развитием проекта считавшихся удачными кораблей класса «Кайо Дуилио», но на новой технической базе. Все три корабля различались элементами дизайна и компоновки.

## История
Заложив серию «безбронных броненосцев» типа «Италия», итальянский ВМФ все же решил вернуться к более традиционным проектам. Корабли класса «Италия», хотя и обладали важными потенциальными преимуществами, тем не менее, обладали и потенциальными недостатками. Кроме того, эти два крупнейших в то время броненосца оказались чрезвычайно дорогими.
Итальянский министр флота вице-адмирал Фердинандо Эктон возражал против постройки слишком больших военных кораблей, указывая на несомненные тактические недостатки флота, состоящего из очень крупных, но немногочисленных единиц. Вместо них, он предлагал построить серию кораблей умеренного водоизмещения. По его инициативе, разработка проекта была поручена генеральному инспектору флота Джузеппе Мичелли, который счел за лучшее просто повторить считавшийся удачным дизайн броненосцев «Кайо Дуилио» на новой, более совершенной технической базе.
Три корабля нового проекта были заложены в 1881—1882 году. Из-за слабости итальянской промышленности, постройка всех трех затянулась, и в строй они вступили только в 1888—1891 годах, уже являясь в определённом смысле морально устаревшими.

## Конструкция
Корабли класса «Руджеро ди Лаурия» имели водоизмещение около 11000 тонн, длину около 106 м, ширину около 20 м, осадку около 8,3 м, и в общей компоновке повторяли проект «Кайо Дуилио», но с рядом существенных отличий.
Так, вместо стоявших на прототипе дульнозарядных 450-миллиметровых нарезных орудий, корабли класса «Руджеро ди Лаурия» получили более мощные и скорострельные 432-миллиметровые 26-калиберные казнозарядные пушки. Эти орудия были аналогичны устанавливаемым на кораблях проекта «Италия».
Изменилась и система расположения артиллерии. Массивные бронированные башни, стоявшие на «Кайо Дуилио», сочли неэффективными и заменили барбетными установками. На кораблях класса «Руджеро ди Лаурия», смонтированные попарно артиллерийские установки размещались на платформах, вращающихся внутри неподвижного броневого ограждения — барбета. Прислуга и механизмы орудий при этом были защищены мощной 361-миллиметровой броней, а вероятность попаданий в выступающие над барбетом орудийные стволы считалась очень низкой. Для защиты расчёта орудий от шрапнели и мелкокалиберных снарядов, сверху барбеты защищались куполами из тонкой брони, вращавшимися вместе с орудиями.
Расположение самих барбетов оставалось традиционным для итальянцев диагональным: передний барбет был смещен влево, а задний — вправо, что давало орудиям большие углы обстрела.
Для компенсации низкой скорострельности орудий главного калибра, корабли получили среднекалиберное вооружение. Исходно, оно было достаточно слабым, и состояло из 2-х 152-миллиметровых орудий. Позже, на корабли было установлено противоминное вооружение в виде многочисленных легких орудий и пулеметов. Также при постройке на кораблях установили по 4 подводных 356-миллиметровых торпедных аппарата.
Схема бронирования кораблей была в точности скопирована с прототипа, но толщина броневого пояса, за счет улучшения качества стальной брони была уменьшена до 431 миллиметров. Броневая палуба была наоборот, утолщена но 76 миллиметров.
Броневой пояс, как и на прототипе, прикрывал только центральную часть корпуса — «цитадель», где находились машины и орудия. Вне цитадели оконечности прикрывала только броневая палуба, защищающая от попаданий в подводную часть корпуса. Сами оконечности были небронированы, и разделены на множество небольших отсеков. Считалось, что даже полное разрушение оконечностей не приведет к потере плавучести, если не будет разрушена цитадель.
Все три корабля отличались элементами конструкции и силовыми установками. Самым быстрым в серии был, собственно, «Руджеро ди Лаурия», развивавший 17 узлов. Остальные два корабля имели ход не выше 16,1 узла.

## В строю
- «Руджеро ди Лаурия»
- «Франческо Моросини»
- «Андреа Дориа»

## Оценка проекта
Броненосцы «Руджеро ди Лаурия» являлись попыткой повторить революционный для своего времени проект «Кайо Дуилио» на более высоком техническом уровне. Итальянцам удалось исправить большинство недостатков базового проекта, улучшив мореходность и оснастив корабли существенно более мощной и скорострельной казенозарядной артиллерией.
Тем не менее, сама по себе идея цитадельных броненосцев уже являлась в какой-то степени устаревшей, а чрезвычайно затянувшаяся постройка привела к тому, что когда корабли вступили в строй, их вооружение и бронирование уже не соответствовали современным стандартам. Главное же, устарела доктрина под которую они создавались. Эти большие броненосцы, как и их предшественники, строились, исходя из концепции «индивидуального превосходства», предполагавшей, что морской бой будет проходить без централизованного управления, как череда схваток между отдельными кораблями и небольшими соединениями. Развитие средств сигнализации в 1880-х, появление бездымного пороха и развитие морской тактики привело к тому, что приоритетными вновь стали тактические действия эскадр, а не отдельных кораблей.
Все же надо учитывать, что следование доктрине «индивидуального превосходства» дало итальянцам к началу 1890-х семь чрезвычаной мощных броненосных кораблей, превосходивших практически все аналоги в других странах мира и близких по тактико-техническим характеристикам.